# Актюбинский областной государственный архив
Государственный архив Актюбинской области (каз. Ақтөбе облысының мелекеттік архиві) — специальное учреждение для хранения документов в городе Актобе, Казахстан. Организован в сентябре 1923 года. Первые документы архива датируются 1917 годом — исторические свидетельства времён революции, гражданской войны, коллективизации и индустриализации края. В Шалкаре и Кобде имеются филиалы Актобинского областного государственного архива.